# José Milton Melgar
José Milton Melgar (20 de setembre de 1959) és un exfutbolista bolivià.

## Selecció de Bolívia
Va formar part de l'equip bolivià a la Copa del Món de 1994.